# Хаити на Летњим олимпијским играма 1900.
Хаити је на Олимпмијским играма 1900. у Паризу учествово први пут, а представљао га је један спортиста. Међутим, Међународни олимпијски комитет (МОК) још не приказује Хаити као учесника Игара 1900, него за прво учешће рачуна Летње олимпијске игре 1924. у Паризу.
Такмичар је мачевалац који је учествовао у две дисциплине за професионалне тренере:мач и флорет.

## Резултати по дисциплинама

### Мачевање
| Флорет | 44—60 | Léon Thiércelin | није прошао оцена жирија | није се пласирао | није се пласирао | није се пласирао | није се пласирао | није се пласирао | није се пласирао |
| Мач    | 19—54 | Léon Thiércelin | 3 од 6 у групи Ц         | није одржано     | није одржано     | није се пласирао | није се пласирао |                  |                  |

ЧФ = четвртфинале, ПФ = полуфинале